# フィーバー花月外伝
フィーバー花月外伝（フィーバーかげつがいでん）は、「フィーバー花月」の後継機として2005年9月にSANKYOが発売したパチンコ機のシリーズ名。
CRフィーバー花月外伝ZFとCRフィーバー花月外伝ZF-T、CRフィーバー花月外伝SF-TとCRフィーバー花月外伝MF-TLの4機種がある。

## 概要
液晶型のデジパチ。日本の四季を鮮やかに再現したデジタルアクションが特徴的な機種である。
前作にも登場したフィーバー花月シリーズの主役である和風キャラクター「まりこ」は本機でも様々な演出で活躍する。
前作同様に、春夏秋冬の季節に合わせて演出が変化する。背景の季節は大当たりするごとに切り替わっていくが、ボタンによる季節選択機能が追加されている。
デジタル回転停止中にボタンを押せば、滞在している季節の一つ先の季節に進む仕様となっている。
盤面右上に配置されている月ランプによる演出が本機最大の特徴となっており、液晶演出と連動して満ち欠けし、チャンスを告げてくれる。

同時期に発売された機種と比較しても、予告演出やリーチアクションはシンプルなものとなっている。

## スペック
- CRフィーバー花月外伝ZF[2]
  - 賞球数 3&4&10&15
  - 大当たり最高継続 15R（9カウント）
  - 大当たり確率 1/496.5
  - 確変中大当たり確率　1/49.6
  - 確変継続率　68%
  - 確変期間　次回大当たりまで/リミッターなし
  - 時短システム　全ての大当たり終了後　100回転
- CRフィーバー花月外伝ZF-T
  - 賞球数 3&4&10&15
  - 大当たり最高継続 15R（9カウント）
  - 大当たり確率 1/496.5
  - 確変中大当たり確率　1/49.6
  - 確変継続率　71%（突然確変を含む）
  - 確変期間　次回大当たりまで/リミッターなし
  - 時短システム　全ての大当たり終了後　100回転
- CRフィーバー花月外伝SF-T
  - 賞球数 3&4&10&15
  - 大当たり最高継続 15R（9カウント）
  - 大当たり確率 1/397.2
  - 確変中大当たり確率　1/39.7
  - 確変継続率　67%（突然確変を含む）
  - 確変期間　次回大当たりまで/リミッターなし
  - 時短システム　全ての大当たり終了後　100回転
- CRフィーバー花月外伝MF-TL
  - 賞球数 3&4&10&15
  - 大当たり最高継続 15R（9カウント）
  - 大当たり確率 1/321.3
  - 確変中大当たり確率　1/32.1
  - 確変継続率　58%（突然確変を含む）
  - 確変期間　次回大当たりまで/リミッターなし
  - 時短システム　全ての大当たり終了後　100回転

## 図柄
確変図柄
- 三
- 五
- 七
- 春
- 夏
- 秋
- 冬

通常図柄
- 一
- 二
- 四
- 六
- 八

## 演出
予告アクション

発生するとリーチが確定するアクションや、発生した時点で激熱となる予告まで多彩なアクションを搭載している。

本来リーチが確定している予告が発生して、リーチとならないパターンもある。その場合は同一保留内で擬似的な連続アクションが発生する。

擬似連発生時は黄金の風がハズレ図柄を再始動させ、眩い光が流れる。このアクションは、大当たりの期待を高める重要な演出の一つである。

- スベリ予告

右図柄がスベった回数に応じて月ランプが満ちていく。スベリは最大で5回発生することがある。
月ランプの満ち欠けも三日月から徐々に満ちていき、スベリ5回で満月になる。
4回以内で終わった時はリーチに発展しないこともあるが、5回の場合はリーチが確定し、大当たり信頼度もアップするチャンス演出となる。
一旦停止した右図柄が戻ったり進んだりする再始動パターンもある。この場合はスーパーリーチが確定する。
- 青短予告

デジタルが回り始めた瞬間、2種類の短冊のいずれかが舞い落ちてくる。短冊は青短と赤短の2種類存在する。
青短が出現したらリーチが確定する。同一保留内で連続で出現すれば熱い。
赤短は出現した時点で大当たり信頼度が大幅にアップし、スーパーリーチが確定する。
- 音系予告

液晶画面にスピーカーのアイコンが現れ、季節に合わせた様々なサウンドが流れる。種類で大当たり信頼度が大きく異なり、全部で30種類のパターンがある。
期待度と出現率の異なる弱･中･強の3パターンがあり、画面のアイコン出現とサウンドのみが弱パターンである。出現率は高く、リーチ確定となる。
弱パターンに加え、液晶左右の飾りランプが鮮やかな黄緑色に点灯するのが中パターンでスーパーリーチが確定する。
中パターンに加え、台枠も点灯すると強パターンで大当たりにも期待できる熱い演出となるが出現率は低い。
- 春

弱パターン：ししおどし、雛鳥
中パターン：小川のせせらぎ、笙
強パターン：琴
サウンド変化：さくらさくら、春の小川
- 夏

弱パターン：ミンミンゼミ、ひぐらし、かっこう
中パターン：カエル、祭囃子、アブラゼミ
強パターン：つくつくほうし
サウンド変化：ほたる、村祭
プレミアムパターン：ビール、甲子園、打ち上げ花火、幽霊
- 秋

弱パターン：鈴虫、琵琶
中パターン：コオロギ、フクロウ
強パターン：カラス
サウンド変化：うさぎ、秋の夕日
- 冬

弱パターン：吹雪、丹頂鶴
中パターン：除夜の鐘、小太鼓
強パターン：クリスマス
サウンド変化：ジングルベル、お正月、ゆーきやこんこ
プレミアムパターン：石焼き芋、チャルメラ
サウンド変化が発生した時は、強パターンの挙動に加えて月ランプも黄緑色に光る。サウンド変化は、大当たり信頼度が非常に高い激熱アクションである。

夏と冬のみ大当たり確定のプレミアムパターンが存在する。
- キャラ予告

季節に合わせたミニキャラが登場すればリーチ確定となる。夏と冬のみレアパターンのキャラが出現することがあり、スーパーリーチが確定するチャンスアップパターンがある。
春：うぐいす
夏：とんび、雨（スーパー確定）
秋：とんぼ
冬：すずめ、うさぎ（スーパー確定）
- 降りもの系予告

左右図柄がテンパイ後に、季節に合わせた降りものが舞い散る。高確率で大当たりとなる激熱アクションで、発生タイミングはテンパイ直後や、中図柄の高速回転中などがある。
春：さくら
夏：ほたる
秋：もみじ
冬：ゆき
- 実写カットイン

デジタル回転開始時に、派手な効果音と共に季節の実写カットインが入る。演出発生時の季節から次の季節に変化し、スーパーリーチが確定する。
単体で発生するより他の予告と複合したパターンの方が期待度は高くなる。
同一保留内で四季が一巡するパターンもある。
- 清流プレミアム

効果音が鳴った後に、SANKYOのロゴをバックに魚が泳いでいる映像が流れるパターンと、「Good luck.Good life．SANKYO」の音声が流れる2パターン存在する。発生した時点で確変大当たり確定のプレミアム演出である。
- 花⚪︎予告

デジタルが回り出した瞬間、「いよぉ〜」という掛け声が響き渡り、図柄が枯葉のように舞い落ちる。3つ揃いになった図柄が白波の中で舞い踊った後、そのままノーマルリーチへと発展する。
前作では、大当たり3連以上が確定するプレミアムアクションであったが、本作では予告演出の一つとして搭載されている。
発生条件は、大当たり終了後の保留4回転以内で確変大当たりに当選することである。確変中･時短中共に保留連で確変大当たりに当選していた場合に発生する可能性がある。

- 満月フラッシュ

尺八の荘厳な音色と共に月ランプが白くフラッシュする。数ある予告の中でも大当たり信頼度が非常に高いアクションである。
様々なタイミングで発生し、特にスーパーリーチの途中で発生すれば高確率で大当たりとなる。
月ランプが白ではなく七色に光ることもある。

リーチアクション

リーチアクションはノーマルリーチを含めて全4種類となっている。いずれのリーチも、予告によって信頼度が大きく左右される。

どのスーパーリーチに発展するかよりも、どの予告を経由したかが重要になってくる。

- ノーマルリーチ

全てのスーパーリーチがノーマルからの発展となる。信頼度は高くはないが、そのまま大当たりすることもある。
中図柄が高速回転して背景が輝けばスーパーリーチへと発展する。
- 三日月リーチ

夜空に浮かんだ三日月をバックに二匹の蝶が戯れる中、センター図柄が回りながら進んでいく。
満月リーチへ発展することもある。
- 満月リーチ

三日月リーチの発展形。大当たり図柄の3コマ手前から中図柄が溶けるように変化していく。
大当たり図柄の1コマ手前を超えればチャンスとなる。
- 四季リーチ

滞在する季節に対応して発展。春夏秋冬、背景の季節に合わせて4パターンのアクションが存在する。四季折々の幻想的な世界でリーチアクションが展開される。
プレミアムパターンや、一旦ハズレ後の復活アクションも季節ごとに用意されている。
春：波紋に合わせ揺らめきながらゆるりと図柄が変化していく。復活パターンは、画面下から現れた鯉がハズレ図柄をかき消してくれる。
夏：打ち上げ花火とハズレ図柄がパッと燃え散る。復活パターンは、仕掛け花火のナイアガラでハズレ図柄が燃え上がる。
秋：落ち葉と図柄が右から左へと横スクロールする。復活パターンは、落ち葉に覆い尽くされたハズレ図柄がきりもみ回転する。
冬：オーロラの如き七色の光と共に図柄が舞い踊る。復活パターンは、凍り付いたハズレ図柄が粉々に砕け散る。

月蝕モード

通常時の月ランプは三日月が基本形になるが、デジタル回転中に満ち始めればチャンス到来となる。

満月になった後、今度はどんどん月が欠けて月蝕が訪れ、ランプと液晶が一旦真っ暗になった後、月ランプの周りだけが青い光に包まれる。

その後、狐の面を被ったまりこが現れ、「夏･冬･春」のチャンス目が停止して突然確変「月蝕モード」がスタートする。

突然確変突入時だけでなく、時短中も月蝕モードに突入する。突然確変を引き当てた後と時短中では大当たり確率は異なるが、演出は共通となる。

月蝕モード中は、限定演出がいくつかある。月蝕モード中のデジタルは、全ての図柄が裏返って停止した後、炎が燃え上がって変化していく。

この時、炎が何度も燃え上がり、図柄が次々に入れ替わるパターンもある。

月蝕モード中はスベリが発生しないという特徴もある。

- どこでもテンパイ

デジタルは「左→中→右」の順に停止する。左中が揃えばリーチになるが、左右や右中が同一図柄で停止した場合もリーチに発展する。テンパイとなるパターンは計3種類の形が存在する。
- 障子カットイン予告

チャンス目停止から障子が出現し、閉まれば大当たりの期待度がアップする。チャンス目に対応したキャラのシルエットが映し出された後、障子が開いて各スーパーリーチに発展する。
猪鹿蝶（六･秋･八の並び目）
三光（七･春･夏･冬の組み合わせ）
- 羽衣リーチ

ノーマルリーチで背景が白く輝いた後、天の川が流れる夜空にステージチェンジ。天女のような羽衣を身に纏ったまりこが優雅に手を振り、天の川を滑るように図柄が進んでいく。月蝕モード中の最高形のリーチアクションである。
大当たり図柄を超えてハズれた時は、画面下からまりこが再び現れる復活パターンも存在する。
月蝕突入の変動でチャンス目が停止せず、図柄がテンパイしリーチが発生した場合は超激熱である。

出玉ありの確変大当たりが濃厚となる。

確変昇格アクション

通常図柄が揃った時は、大当たりラウンドの前後に確変昇格のチャンスがある。

3種類の昇格アクションがあり、ラウンド前の演出で確変に昇格しなくても、ラウンド終了後に確変に昇格することがある。

確変昇格時の約6割がラウンド前で昇格し、約4割がラウンド終了後に昇格となる。

大当たりラウンド前
- スクロール

図柄が揃った状態でコマ送りで進んでいく。図柄の停止範囲は4〜8コマまでとなっている。
図柄配列上、「八」を超えれば「春夏秋冬」の確変集中ゾーンに突入する。
- まりこカットイン

スクロールで図柄が確定した後、一瞬の間をおいてまりこが登場する。発生した時点で確変昇格の大チャンスとなる。
大当たりラウンド後
- 満月チャンス

ボタンを押して、最終的に月が満月になれば確変へ昇格する。
満月の直前で消灯し、いきなり満月になる逆転パターンもある。

大当たりラウンド中楽曲

大当たり中は、本作で初めて搭載された新曲「月蝕」が流れる。

確変大当たり5連チャン目、又は10連チャン目以降の確変大当たり中は、前作の楽曲「CRF.花月」を聴くことができる。

大当たりラウンド終了後の昇格での確変大当たりの場合は、連チャン回数には含まれない。

また、突確当選も連チャン回数には含まれない。

## サウンドトラック
- 『FEVER花月外伝 月蝕/まりこ』 東京ベイスタジオ、2005年10月19日。TBS-8。
  - 大当たりラウンド中の楽曲「月蝕」などが収録されている。